# 喬許·布雷納
喬許·布雷納（Josh Brener，1984年10月1日—）是美國的一位演員。他最著名的角色包括在生活大爆炸中飾演Dale，矽谷群瞎傳中飾演Big Head ，挨踢實習生中飾演Lyle角色。他成長在一個猶太人家庭，畢業於哈佛大學。